# Джузеппе Бурбон-Пармский
Джузеппе (Жозеф) Бурбон-Пармский (30 июня 1875, Биарриц — 7 января 1950, Лукка) — титулярный глава дома пармских Бурбонов и претендент на пармский престол в 1939—1950 годах. По причине слабоумия за него правил младший брат Элия Бурбон-Пармский.

## Жизнь
Джузеппе был сыном герцога Пармского Роберта I и его первой супруги Марии Пии Бурбон-Сицилийской. Как и его предшественник, старший брат Энрико, у него были проблемы с обучением и был титулярным претендентом на трон Пармы в 1939—1950 годах.
Его младший брат и преемник, Элия, взял на себя роль главы семьи в 1907 году после смерти отца и был регентом, хотя монархисты продолжали именовать его Джузеппе I Пармским. Джузеппе никогда не был женат и не имел детей. После его смерти в 1950 году его брат Элия стал титульным претендентом на Парму.

## Награды
— кавалер Ордена Золотого руна